# (51915) Andry
(51915) Andry est un astéroïde de la ceinture principale.

## Description
(51915) Andry est un astéroïde de la ceinture principale. Il fut découvert le 20 août 2001 à Colleverde par Vincenzo Silvano Casulli. Il présente une orbite caractérisée par un demi-grand axe de 2,68 UA, une excentricité de 0,14 et une inclinaison de 10,5° par rapport à l'écliptique.

## Compléments